# Acht Stunden Zeit (1965)
Acht Stunden Zeit ist ein deutscher Fernseh-Kriminalfilm nach dem französischen Theaterstück Rien pur rien von Charles Maître.

## Handlung
Fabienne lebt in einer unglücklichen Ehe mit dem schwerreichen Verleger Georges Rudel. Seit Kurzem hat sie eine Affäre mit Serge Voisard, dem Chefredakteur einer Zeitschrift aus dem Verlag ihres Mannes. Georges lädt Serge überraschend übers Wochenende zu sich nach Hause ein und eröffnet ihm und Fabienne, dass er von der Affäre weiß.
Georges ist schwerkrank, hat nur noch zwei Jahre zu leben und möchte seinem Leben ein Ende machen. Aber der Gedanke, dass seine Frau nach seinem Tod glücklich mit Serge von seinem Geld leben wird, ist ihm unerträglich. Also macht er den beiden ein Angebot: Er nimmt ein Schlafmittel, legt sich ins Bett und gibt den beiden vorher seinen Revolver. So können sie ihn erschießen und es wie einen Suizid aussehen lassen. Den passenden Abschiedsbrief hat er auch schon geschrieben. Ihr belastetes Gewissen wäre quasi der Preis, den sie für das Erbe zu zahlen hätten. Sollten sie das Angebot aber ausschlagen, werde Georges den beiden ihr restliches Leben ruinieren.
In Georges Abwesenheit diskutieren Serge und Fabienne, was sie machen sollen. Serge will auf keinen Fall zum Mörder werden, Fabienne kennt aber die Macht und den Stolz ihres Mannes und weiß, dass er seine Drohung wahr machen würde. Letztendlich tun sie nichts und Georges wacht am nächsten Morgen wieder auf. Für diesen Morgen hat er seinen Freund, den Notar Lenoir zu sich eingeladen. Dieser soll Georges Testament ändern, sodass Fabienne enterbt und sein Bruder Robert als Alleinerbe eingesetzt wird. Lenoir versucht, Georges diese Entscheidung auszureden, zumal die beiden Brüder zerstritten sind und Georges Robert eigentlich für einen Nichtsnutz und Geldverschwender hält. Georges lässt sich aber nicht abbringen, und so verspricht Lenoir, die Papiere in wenigen Tagen unterschriftsfertig zu machen. Auch Robert kommt an diesem Morgen zu Besuch, und Georges erzählt ihm sowohl von dem anstehenden Erbe als auch von seinem Plan, mit dem er sich an Fabienne und Serge rächen will.
Während Fabienne und Serge grübeln, was Georges vorhaben könnte, fällt draußen ein Schuss: Georges wird tot auf der Straße gefunden, eine Waffe ist nicht in der Nähe. Der Inspektor Mathis beginnt seine Ermittlungen, und alle Indizien sprechen gegen Fabienne und Serge: Niemand anders war in der Nähe und die bevorstehende Enterbung und ihre Affäre gaben ihnen ein Motiv. Serge versucht dem Inspektor klarzumachen, dass Georges, vielleicht mit Hilfe eines Komplizen, Selbstmord begangen haben muss und es absichtlich wie einen Mord hat aussehen lassen, um sich an Fabienne und ihm zu rächen.
Da Georges die Testamentsänderung noch nicht unterschrieben hatte, hat Robert ein Interesse an einer Verurteilung von Serge und Fabienne: Fabienne kann nicht ihr eigenes Mordopfer beerben, und so würde Robert, als einziger Verwandter, auch ohne Testamentsänderung Alleinerbe werden. Er macht eine Aussage, die er mit Georges vor dessen Suizid abgesprochen hat: Georges habe einen Brief erwähnt, in dem es um Suizid gehe und der Serge und Fabienne Probleme machen werde. In einer Rückblende sieht der Zuschauer Roberts Erinnerung an das Gespräch mit Georges und erfährt dadurch dessen Plan: Er hat sich selbst am Straßenrand erschossen. Den Revolver hatte er an einen langen und biegsamen Ast eines Baumes auf der anderen Straßenseite gebunden, sodass er nach dem Schuss weggeschleudert wurde.
Kurz darauf geht bei der Polizei tatsächlich ein von Georges verfasster Brief ein: Darin betont er, keine Suizidabsichten zu haben; im Fall seines gewaltsamen Todes solle man von einem Verbrechen ausgehen. Serge will nun alle Schuld auf sich nehmen und Fabienne entlasten. Diese hält sich jedoch nicht an die mit Serge abgesprochene Aussage, und so muss der Inspektor beide festnehmen. Eigentlich zweifelt er aber an deren Schuld, da ihm die Indizien zu gut zusammenpassen und er Georges’ Plan ahnt. Serge benutzt einen unbeobachteten Moment, um sich selbst in die Brust zu schießen, und wird ins Krankenhaus gebracht. Als der Inspektor noch einmal Robert verhört und ihn nervös zu machen versucht, reicht ihm ein Assistent einen Revolver, der angeblich gefunden wurde. Robert verrät sein Wissen über Georges’ Plan und ist damit in eine Falle getappt: Es war der Revolver des Inspektors, nicht ein bei der Leiche gefundener. Robert wird wegen Irreführung der Behörden festgenommen, Fabienne ist frei, und ein Anruf aus dem Krankenhaus meldet, dass Serge außer Lebensgefahr ist. Fabienne kann sich über diese guten Nachrichten aber nicht recht freuen und zweifelt daran, dass eine sorgenfreie Zukunft mit Serge nach allem, was geschehen ist, noch möglich ist.

## Produktion
Der Film wurde vom WDR produziert und am 14. September 1965 zum ersten Mal ausgestrahlt. 2012 erschien er bei Pidax Film auf DVD. Der RIAS produzierte im gleichen Jahr unter dem französischen Originaltitel Rien pour rien eine Hörspielversion unter der Regie von Wolfgang Spier, Erstsendung war am 31. März 1965. Eine zweite Verfilmung des gleichen Stoffs durch das ZDF folgte 1986 unter der Regie von Günter Gräwert, allerdings unter dem leicht veränderten Titel 8 Stunden Zeit.

## Rezeption
„Das kammerspielartige Stück um die raffinierte Rache eines gehörnten Ehemanns, das bewusst nicht auf reißerische Effekte, sondern auf Psychologie baut, überzeugt durch die schauspielerischen Leistungen von Karl Lange, Dagmar Altrichter und Heinz Bennent. Die Geschichte ist interessant konstruiert und gut in das Szenenbild von Lothar Kirchem eingebettet. Durchaus akzeptable Regieleistung von Routinier Paul May, die Musik von Rolf Wilhelm erinnert an seine späteren Melodien zur ebenfalls von May inszenierten "Sherlock Holmes"-Serie. Besetzungsmäßig wäre eine jüngere Darstellerin für Dagmar Altrichters Rolle vielleicht interessant gewesen. Tolle Studioatmosphäre.“

„Keine spektakulären Effekte, sondern intelligente Dialoge und psychologische Tiefe sorgen in diesem fein gesponnenen Fernsehkrimi für Spannung. Krimi-Spezialist Paul May inszenierte den Fernsehfilm nach einem Buch [sic] von Charles Maître im Stil eines Kammerspiels und sorgte damit für die dichte Atmosphäre. Das souveräne Spiel der drei Hauptdarsteller Karl Lange, Dagmar Aktrichter [sic] und Heinz Bennent tut das Übrige, um diesen Krimi aus dem Jahr 1965 auch heute noch durchaus sehenswert zu machen.“